# Justin Cobbs
Justin Cobbs (nacido el  16 de marzo de 1991 en Los Ángeles, California) es un jugador de baloncesto estadounidense nacionalizado montenegrino. Mide 1,91 metros de altura y ocupa la posición de base. Pertenece a la plantilla del Mersin MSK de la BSL turca. 

## Carrera profesional
Después de no ser elegido en el Draft de la NBA de 2014, participó ese verano en la NBA Pro Summer League en Orlando con Memphis Grizzlies.
Tras su estancia en Vitoria para entrenar con el Saski Baskonia, el base estadounidense asistió al training camp de los Charlotte Hornets. Más tarde, vivió su primera experiencia como profesional en el VEF Riga.
La temporada 2014-15 jugó en Alemania, en el Skyliners, donde destacó con 14.4 puntos y 4.4 asistencias.
En la temporada 2015-16, tras comenzar en el İstanbul BB, firma con el Bayern Múnich.
El 6 de junio de 2016, firma por el equipo francés BCM Gravelines, que compite en la Ligue Nationale de Basketball para disputar la temporada 2016-17
El 24 de julio de 2017 firma por el Le Mans Sarthe para la temporada 2017-18.
El 31 de julio de 2018, firma por el campeón croata Cedevita Zagreb, con un contrato de una temporada.
El 13 de agosto de 2019, firmó con Budućnost VOLI de la Liga ABA. El 15 de mayo de 2020, Cobbs firmó una extensión de dos años con el club.
El 2 de agosto de 2022 fichó por el Alvark Tokyo de la liga japonesa B.League.
El 5 de septiembre de 2024 fichó por el Mersin MSK de la Basketbol Süper Ligi (BSL) turca.